# C. R. Smith
Pour les articles homonymes, voir Smith.
Cyrus Rowlett Smith dit C. R. Smith, né le 9 septembre 1899 à Minerva (Texas) et mort le 4 avril 1990 à Annapolis (Maryland), est un homme politique américain. Membre du Parti démocrate, il est secrétaire au Commerce entre 1968 et 1969 dans l'administration du président Lyndon B. Johnson.